# 1154 Astronomia
1154 Astronomia är en asteroid i huvudbältet som upptäcktes den 8 februari 1927 av den tyske astronomen Karl Wilhelm Reinmuth. Asteroidens preliminära beteckning var 1927 CB. Den fick senare namn efter vetenskapen astronomi.
Den tillhör asteroidgruppen Cybele.
Astronomias senaste periheliepassage skedde den 15 april 2017.[Uppdatering behövs]